# Friedrich August von Brühl
 Friedrich August Adalbert Hans Moritz Deodat Graf von Brühl (* 19. November 1791 in Pförten; † 25. Mai 1856 ebenda) war ein Standesherr und Politiker.

## Familie
Brühl entstammte dem alten sächsisch-thüringischen Adelsgeschlecht von Brühl mit Stammhaus auf Gangloffsömmern in Thüringen, das vor allem durch seinen Großvater, Graf Heinrich von Brühl, in Sachsen zu Macht und Einfluss gekommen war. Die im Familienbesitz befindliche Standesherrschaft Pförten geriet als Folge des Siebenjährigen Krieges in preußisches Hoheitsgebiet, blieb aber im Besitz der Familie und begründete den Anspruch auf einen erblichen Sitz im Herrenhaus.
Brühl war Sohn des Standesherrn und Schriftstellers Alois Friedrich Graf von Brühl (1738–1793) und seiner dritten Ehefrau Josefa Christiana Anna Gräfin Schaffgotsch (1764–1846). Er war in erster Ehe mit Augusta Frantiska, Gräfin von Sternberg-Manderscheid (1793–1820) verheiratet, mit der er drei Kinder hatte:
- Friedrich Stephan (1819–1893) ⚭ 28. Juli 1846 Paula Gräfin von Spee (* 13. Juni 1826; † 31. Mai 1889)
- Franziska (* 13. Juli 1818; † 25. November 1844) ⚭ 26. Februar 1840 August Wilhelm Graf von Spee (* 18. April 1813; † 23. August 1882) (Bruder von Paula)
- Christine (* 28. März 1817; † 23. Oktober 1902) ⚭ 11. Juli 1839 Erwein Graf von Schönborn (* 17. Mai 1812; † 12. Januar 1881) (Eltern von Franziskus von Paula Schönborn)

In zweiter Ehe heiratete er Elisabeth von Kerpen zu Illingen (* 4. Oktober 1786; † 21. Januar 1865). Diese Ehe blieb kinderlos.

## Leben

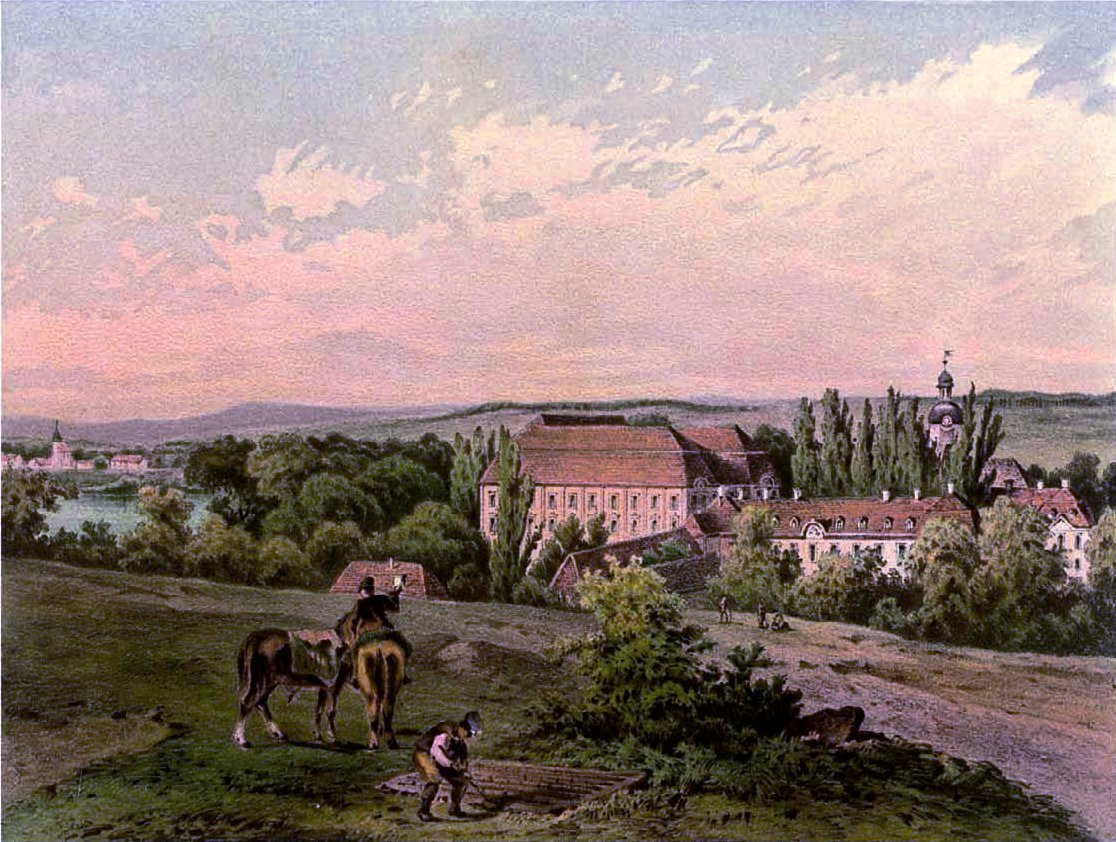
Schloss Pförten um 1862/63, Sammlung Alexander Duncker

Brühl erbte schon als Kind die Standesherrschaft Pförten und weitere Güter in Forst, Kohlo, Oegeln, Kümmelitz, Mehlen und Gangloffsömmern. Zeitlebens war er Gutsherr.
Brühl war 1847/1818 Mitglied des Ersten und Zweiten Vereinigten Landtags und seit 1850 der preußischen Ersten Kammer. 1854 nahm er den erblichen Sitz der Familie im preußischen Herrenhaus ein. Er war bis zu seinem Tod 1856 Herrenhausmitglied.